# عصر العلم (كتاب)
عصر العلم (2005) هو كتاب عن العلم في القرن العشرين للمؤلف والعالم المصري الأمريكي الحائز على جائزة نوبل في الكيمياء عام 1999 أحمد زويل. صدرت الطبعة الأولى منه في يونيو 2005، وصدرت الطبعة الثامنة منه في يوليو 2008. يُعد كتاب "عصر العلم" من أهم وأفضل الكتب التي صدرت عن رحلة حياة العالم الراحل، قدمه الأديب العالمي نجيب محفوظ وصدر عن دار الشروق. يتناول الكتاب سيرة العالم المصري الراحل الدكتور أحمد زويل، الحائز على جائزة نوبل في الكيمياء، ويستعرض رحلته من طفولته حتى تتويجه بالجائزة العالمية.

## محتوى الكتاب
محتويات الكتاب كالتالي:
1. غلاف الكتاب.

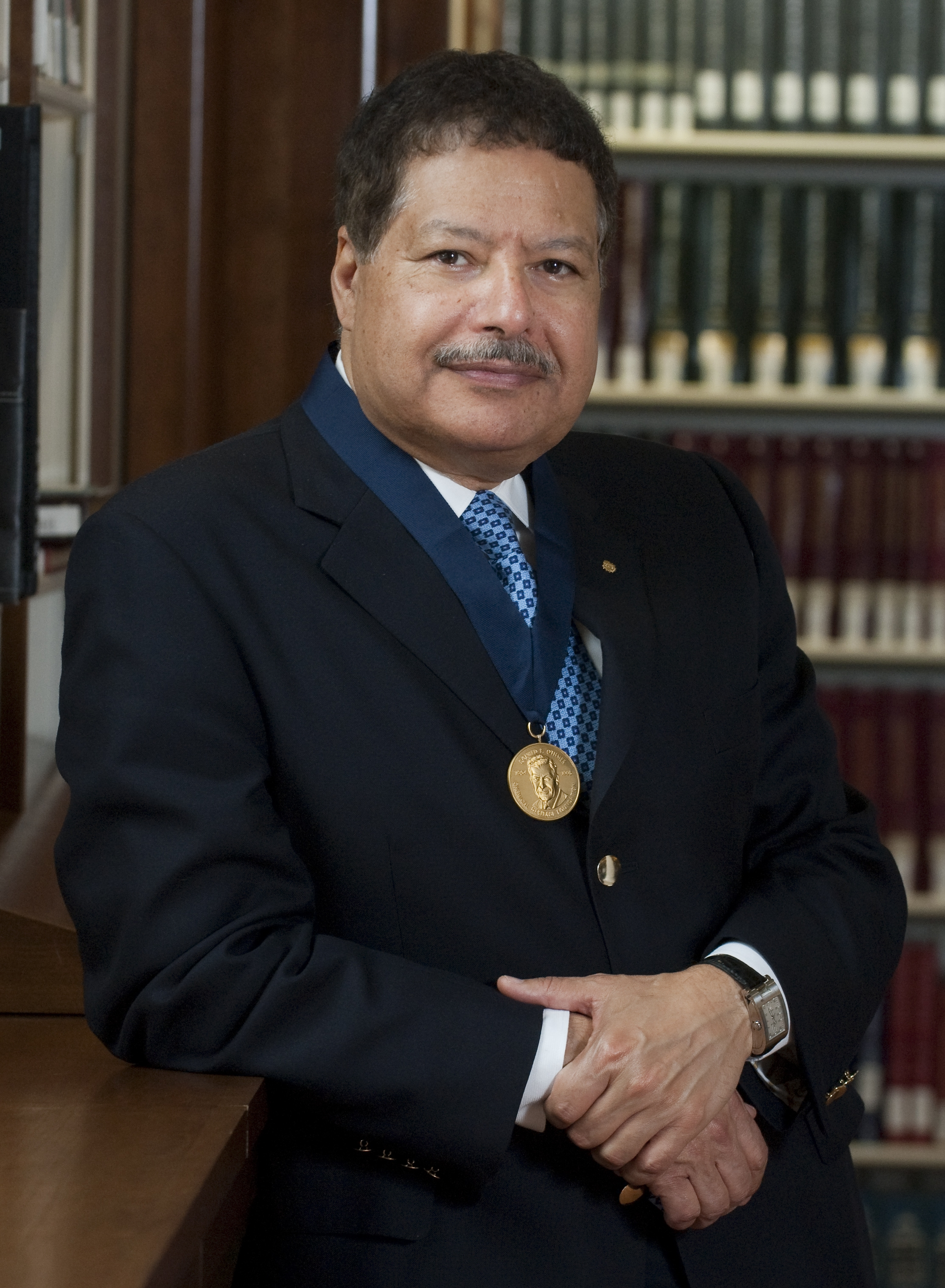
ميدالية أوثمر الذهبية 2009 التي يقدمها معهد تاريخ العلوم

2. مقدمة الأستاذ نجيب محفوظ. والتي كتبها في 13 أبريل 2004.
3. مقدمة المؤلف الدكتور أحمد زويل.
4. مقدمة المحرر أحمد المسلماني بعنوان: "ظاهرة أحمد زويل"، وكتبت في القاهرة- باسادينا في فبراير 2005.
5. الجزء الأول، وهو ملخص ما نشر في كتاب المؤلف "رحلة عبر الزمن: الطريق إلى نوبل"،[2]
  1. بين النيل والمتوسط.. البداية
  2. إلى بلاد الأحلام.. الطريق
  3. الأيام الذهبية في كاليفورنيا.. الانطلاق
  4. الطرق إلى نوبل.. الوصول
  5. أيام من الخيال.. التكريم
6. سيرة وصورة - مجموعة من الصور، للمؤلف مع عدد من الشخصيات
7. الجزء الثاني، وهو عبارة عن مجموعة من المحاضرات ومقال للمؤلف وحوار مع المحرر:
  1. مستقبل عالمنا، محاضرة ألقيت ضمن سلسلة محاضرات يوثانت المتميزة في جامعة الأمم المتحدة، طوكيو، 15أبريل/نيسان 2003.
  2. البحث عن المعرفة، من محاضرة ألقيت في الجامعة الأمريكية بالقاهرة في 16 فبراير/ شباط 2004.
  3. مستقبل العلم في العالم العربي، محاضرة ألقيت في الأمم المتحدة «الاسكوا» في بيروت 16 يوليو /تموز 2002.
  4. مستقبل العلم في مصر، مقال نشر في صحيفة الأهرام في 27 يونيو 1998.
  5. حوار مع المستقبل.. سياسات وشخصيات، حوار جرى بين المؤلف والمحرر، في الإسكندرية –فبراير 2005.
8. ملاحق الكتاب
  1. مشروع مبادرة من أجل العلوم والتكنولوجيا في مصر، تمت صياغة هذا المشروع في يناير 2000، ونشر للمرة الأولى في كتاب «رحلة عبر الزمن» للمؤلف الدكتور أحمد زويل.
  2. كلمة المؤلف في حفل منح قلادة النيل العظمى. في مقر رئاسة الجمهورية 16 ديسمبر 1999 (بعد تسلم جائزة نوبل ب 6 أيام).
  3. كلمة المؤلف في حفل تسليم جائزة نوبل. وذلك في سيتس هول، ستوكهولم، السويد في 10 ديسمبر 1999.
9. الجزء الثاني من الغلاف. وفيه يعرض المؤلف في كلمات بسيطة فكرة هذا الكتاب والهدف منه.

## محتوى تفصيلي للكتاب

### غلاف الكتاب
بسم الله الرحمن الرحيم

### مقدمة الأستاذ نجيب محفوظ
يستهل الكتاب بمقدمة تقل عن 100 كلمة. نص المقدمة منقولة عن الكتاب:
«كنت أتمنى لو أني أستطيع القراءة، فأقرأ هذا النص كلمة كلمة، وهو يستحق ذلك لخطورة الموضوع وعظمة الكاتب. ولكن الأستاذ المسلماني لخّصَ لي ما في الكتاب، وهو هدية للكاتب العربي عن تاريخ شخص شرفنا في العالم كله في جهاده العلمي، وما يزال يبحث، وأنا أتنبئ له بأنه سيأخذ جائزة نوبل مرة أخرى في بحثه العلمي الجديد، فما يزال شاباً معطاءً، وأعطى لنا دروساً وآراء مفيدة في نهضتنا، نرجو أن نستفيد منها، وأن تكون منارة للجميع. وتحياتي للعمل وصاحبه، وتهنئة للقارئ العربي.» نجيب محفوظ.

### مقدمة المحرر أحمد المسلماني
بعنوان «ظاهرة أحمد زويل»، وكتبت في القاهرة في يناير 2005

### الجزء الأول
وهو ملخص ما نشر في كتاب المؤلف «رحلة عبر الزمن.. الطريق إلى نوبل»،

#### بين النيل والمتوسط.. البداية
يمتد هذا الفصل على مدى 32 صفحة (29- 60)

#### إلى بلاد الأحلام.. الطريق
يمتد هذا الفصل على مدى 27 صفحة (61- 87)

#### الأيام الذهبية في كاليفورنيا.. الانطلاق
يمتد هذا الفصل على مدى 28 صفحة (88- 116)

#### الطرق إلى نوبل.. الوصول[4]
يمتد هذا الفصل على مدى 20 صفحة (117- 137)
الخيال.. على مدى 27 صفحة (138- 165)

### سيرة وصورة - مجموعة من الصور

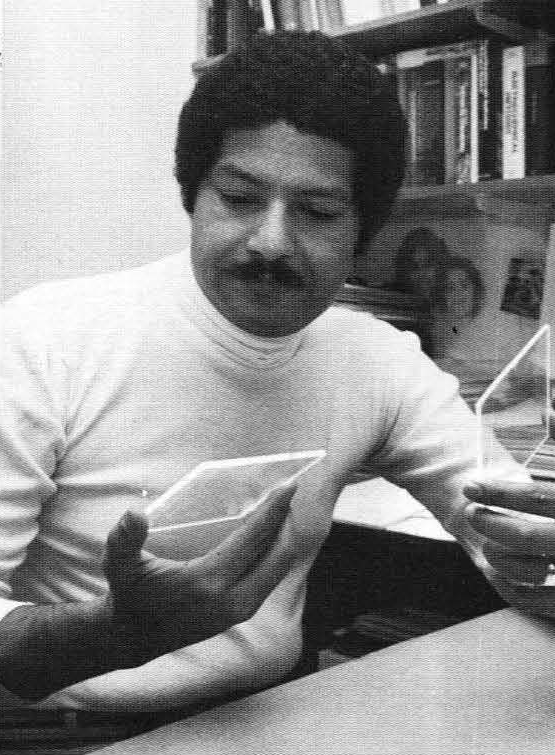
أستاذ أحمد زويل في معهد كاليفورنيا للتكنولوجيا 1986

25 صورة متعددة للمؤلف مع عدد من الشخصيات العالمية وأخرى في بعض المؤتمرات وأخرى للعائلة، وهي كالتالي (كل ما هو مكتوب أسفل كل صور بتصرف):
1. الأستاذ نجيب محفوظ مع المؤلف في لقاء على نهر النيل.
2. مع الدكتور عبد الرحمن الصدر وبعض أعضاء هيئة التدرسي والطلاب في ورشة عمل بعد إلقاء محاضرة المؤلف. جامعة الإسكندرية في عام 1980.
3. المؤتمر الدولي الذي نظمه المؤلف في القاهرة وتواصلت فعالياته في الإسكندرية ثم الذهاب إلى الأقصر وأسوان. أمام الأهرامات في عام 1983.
4. تسلم جائزة الدكتور أحمد زويل لأول مرة بالجامعة الأمريكية بالقاهرة.
5. محاضرة الافتتاح للمؤتمر الدولي بقاعة الاحتفالات الكبرى بجامعة القاهرة عام 2004، وأيضاً في الزاوية (inset) #صورة لتسلك شهادة التفوق لطالب من دسوق محافظة كفر الشيخ مع السيد المحافظ.
6. محاضرة عامة في جامعة ايوارت بالجامعة الأمريكية.
7. محاضرة يوثانت في جامعة الأمم المتحدة، طوكيو.
8. وضع حجر الأساس لمعهد جديد في كوريا الجنوبية لعلم وتكنولوجيا النانو والبيولوجيا.
9. تكريم جامعة بكين بمنح شهادة الدكتوراه الفخرية.
10. مع ديمة في حفل عائلي خاص في ميتشجن.
11. "ديمة" و"مها" و"أماني" و"نبيل" و"هاني" في رحلة نيلية في القاهرة.
12. مع ملك السويد في حفل تسليم جائزة نوبل.
13. مع الرئيس مبارك في حفل منح قلادة النيل العظمى عقب جائزة نوبل.
14. مع الرئيس بيل كلينتون في عام 2000.
15. مع البابا جون بول الثاني في الفاتيكان عند منح قلادة الأكاديمية البابوية.
16. مع الدكتور مهاتير محمد في مكتبه في بوتراجايه في ماليزيا.
17. مع السيدة سونيا غاندي في حفل «محاضرة غاندي» في بنجالور (الهند).
18. مع الرئيس أبو بكر زين العابدين عبد الكلام في قصر الرئاسة في نيودلهي في الهند.
19. مع رئيسة أيرلندا السابقة ماري روبنسون وتعمل رئيسة للمفوضية العليا لحقوق الإنسان التابعة لمنظمة الأمم المتحدة وحالياً هي الرئيسة الفخرية لجامعة دبلن.
20. في مؤتمر الأمم المتحدة في حضور السيدة ميرفت التلاوي ورئيس الوزراء اللبناني الراحل رفيق الحريري.
21. تسلم الدكتوراه الفخرية من الرئيس الفخري لجامعة أكسفورد لورد كريس باتن الحاكم السابق لهونغ كونغ والمفوض الأوروبي لشؤون العلاقات الخارجية سابقاً.
22. القاعة المشهورة في أكسفورد.
23. مع ملك بلجيكا في القصر الرئاسي.
24. مع ملك إسبانيا في حفل التكريم للدكتوراة الفخرية.
25. مع المحرر الأستاذ أحمد المسلماني في رحلة السودان.

### الجزء الثاني
عن مجموعة من المحاضرات ومقال للمؤلف وحوار مع المحرر، يقول المؤلف في مقدمته صفحة 9-11 : "... وأما الجزء الثاني من الكتاب فهو جديد لم يتضمنه الكتاب الأول (يعني كتاب رحلة عبر الزمن) وهو في الاصل محاضرات ألقيتها في ثلاث محافل دولية بالإضافة إلى مقال لي في صحيفة الاهرام، وهو المقال الوحيد الذي نشرته باللغة العربية، والفصل الأخير هو حوار مع الممحرر، وفي هذا الجزء من الكتاب حاولت أن أقدم رؤيتي الشخصية لوضع العالم العربي ولمستقبل العالم العربي والإسلامي في عصر العلم.

#### مستقبل عالمنا
يمتد هذا الفصل على مدى 13 صفحة (171- 183)، وهي محاضرة ألقيت ضمن سلسلة محاضرات يوثانت المتميزة في جامعة الأمم المتحدة، طوكيو، 15أبريل/نيسان 2003.

#### البحث عن المعرفة
يمتد هذا الفصل على مدى 12 صفحة (184- 195) وهي من محاضرة ألقيت في الجامعة الأمريكية بالقاهرة في 16 فبراير/ شباط 2004.

#### مستقبل العلم في العالم العربي
يمتد هذا الفصل على مدى 12 صفحة (196- 207)، وهي محاضرة ألقيت في الأمم المتحدة «الاسكوا» في بيروت 16 يوليو /تموز 2002.

#### مستقبل العلم في مصر
يمتد هذا الفصل على مدى 10 صفحة (208- 217)، وهي مقال نشر في صحيفة الأهرام في 27 يونيو/حزيران 1998م.

#### حوار مع المستقبل.. سياسات وشخصيات
يمتد هذا الفصل على مدى 28 صفحة (218- 246)، هو حوار جرى بين المؤلف والمحرر، في الإسكندرية –فبراير/شباط 2005. ويمتد على مدى 16 سؤال أو تعليق من المحرر مع أجوبة للمؤلف.

### ملاحق الكتاب

#### مشروع مبادرة من أجل العلوم والتكنولوجيا في مصر
وتمت صياغة هذا المشروع في يناير/كانون ثاني 2000، ونشر للمرة الأولى في كتاب «رحلة عبر الزمن» للمؤلف الدكتور أحمد زويل

#### كلمة المؤلف في حفل منح قلادة النيل العظمى
في مقر رئاسة الجمهورية 16 ديسمبر/كانون أول 1999 (بعد تسلم جائزة نوبل ب 6 أيام).

#### كلمة المؤلف في حفل تسليم جائزة نوبل
وذلك في سيتس هول، ستوكهولم، السويد في 10 ديسمبر/كانون أول 1999.

### الوجه الثاني من الغلاف
وفيه يعرض المؤلف في كلمات بسيطة فكرة هذا الكتاب والهدف منه.
"إن ما يجرى يتطلب منا وقفة تاريخية، كيف وصلنا إلى هذه الدرجة من التطور؟ وما هي طريقة الوصول إليها؟ وما الذي يحمله المستقبل من جديد..للناجحين والخاملين؟
أننى واحد ممن ينشغلون كثيرا بهذه التساؤلات وبالبحث في طرق الإجابة عليها، وحين حصلت على جائزة نوبل في عام 1999.. والتي جاءت في عام له دلالته الرمزية، حيث يختتم القرن العشرون فتوحاته العلمية، ليستكمل «عصر العلم» فتوحاته أخرى في قرن جديد. منذ ذلك الحين وأنا ألتقى بكثير من الزعماء والقادة السياسيين، وبالعديد من الفلاسفة والمفكرين ورجال الاقتصاد والإدارة، فضلا عن الاحتكاك الدائم مع أعظم علماء العصر.
يضاف إلى ذلك زياراتى أو مشاركاتى في تجارب البناء والنمو في بلدان عديدة..بعضها لدول تحاول الوصول إلى بوابة العصر ولم تصل، وأخرى لدول وصلت ومضت.. مثل الصين وكوريا الجنوبية وسنغافورة وماليزيا والهند..وأيرلندا. هنا جاءت فكرة هذا الكتاب..كمحاولة لفهم طبيعة هذا العصر.

## اقتباسات
- حاولت أن أقدم رؤيتي الشخصية لوضع العالم اليوم، ولمستقبل العالم العربي في عصر العلم.[6]
- تحتاج الدول النامية أن تقلل من العوائق السياسية البيروقراطية التي تقف في طريق النجاح وأن تحكم بقوانين تسمح بحرية الفكر كما يجب أن تشارك المرأة كطرف أساسي في مسيرة التقدم.
- إن القرن الجديد يعدنا بفرص غير محدودة في العلم والتكنولوجيا وأعتقد أن العالم النامي يستطيع بل يجب عليه أن يكون شريكا أو جزءا من هذا التطور.
- فضلا على أن العلم كان عند البعض حاجة وضرورة، كان عند الآخرين سموا في الفكر وامتيازا في الذهن وكان الحال عندهم أشبه بعبارة … العلم من أجل العلم.
- لأستمتع بالعلم والناس معا كان على أن أتعرف على قيمة الحياة.
- في واقع الأمر فإن كل تلك الإنجازات إنما تحتاج من المرء أن يكون واثقا ، على قدر كبير من العزيمة والتصميم ، مستعدا للعمل الشاق.
- كان أملي ولا يزال أن أحفز الشباب وأدفعهم لدراسة العلوم وأن أشجع عامة الناس على إدراك وفهم علم الزمن والمادة.
- في ذهني أن أرسم شكلا لمستقبل يستفيد من تاريخنا وأفكارنا العقلانية، مستقبل قوة العقل فيه هي الأكثر تأثيرا على الأرض.
- المدى الزمني اللازم لتحقيق نهضة حقيقية يرتبط بالإرادة والرؤية والعمل الجاد في مناخ يدعم الابتكار وحرية الإبداع.
- لا يمكن أن يبدع الخائفون.
- إن الحياة تبدأ وتنتهي والقوى العظمى تعلو وتهبط لكن الأمم عبر التاريخ هي التي تصنع المستقبل.
- أنا أركز دائما في أحاديثي وكتاباتي عن المستقبل، عن الطريق الممكن للنجاح لا عن الطريق البائس للفشل.
- التعليم الجيد يؤدي إلى علم جيد، والعلم الجيد يقود إلى تكنولوجيا جيدة فلا تكنولوجيا بلا علم ولا علم بلا تعليم.
- التخصص هو أساس التميز في عصر العلم.